# Luzni
Luzni är en kommundel och tidigare kommun i Albanien.   Den ligger i Dibër prefektur i den norra delen av landet, 60 km nordost om huvudstaden Tirana.
Omgivningarna runt Luzni är en mosaik av jordbruksmark och naturlig växtlighet.  Runt Luzni är det ganska tätbefolkat, med 75 invånare per kvadratkilometer.